# Herbert Schnierle-Lutz
Herbert Schnierle-Lutz (* 23. Oktober 1950 in Calw) ist ein deutscher Autor, Verlagslektor, Publizist und Übersetzer.

## Leben
Herbert Schnierle-Lutz wuchs in der Nähe von Calw auf. Nach Abitur und Zivildienst studierte er an der Philipps-Universität Marburg Literatur-, Sprach-, Politik- und Erziehungswissenschaft mit Abschluss Staatsexamen. Anschließend folgte eine Weiterbildung zum Verlagslektor und Mitarbeit an der 36-bändigen Buchreihe „Die großen Klassiker. Literatur der Welt in Bildern, Texten und Daten“. Ab 1981 arbeitete er als Redakteur beim Ernst-Klett-Schulbuchverlag in Stuttgart im Bereich Deutsch und war an der Konzeption und der redaktionellen Betreuung der Schulesebuchwerke "Lesezeichen", "Unterwegs" und "Leo" beteiligt. Nach Einführung des Schulfachs Ethik in den 1980er-Jahren konzipierte und betreute er zudem die Reihe „Lesehefte Ethik“. Ab 2001 arbeitete er freiberuflich als Verlagslektor und Publizist sowie für die Stadt Calw als Veranstalter und Ausstellungsmacher im Bereich des Hermann-Hesse-Museums. 2003 begründete er dabei die jährliche Veranstaltungsreihe „Gerbersauer Lesesommer“, bei der die Erzählungen von Hermann Hesse gelesen werden.

## Werke

### Autor
- Heinrich Heine. Dargestellt von Herbert Schnierle-Lutz und Christoph Wetzel.  Andreas & Andreas, Salzburg 1980.(Die großen Klassiker.) ISBN 3-85012-074-0.
- Georg Büchner. Dargestellt von Herbert Schnierle. Andreas & Andreas, Salzburg 1980. (Die großen Klassiker.) ISBN 3-85012-076-7.
- Bürgerliche Illusion und gesellschaftliche Wirklichkeit. Zur Entstehung des Desillusionsromans. In: Gustave Flaubert. Dargestellt von Dorothea Fetzer u. a., S. 126–142. Andreas & Andreas, Salzburg 1980. (Die großen Klassiker.) ISBN 3-85012-093-7.
- Gotthold Ephraim Lessing. Dargestellt von Herbert Schnierle. Andreas & Andreas, Salzburg 1981. (Die großen Klassiker.) ISBN 3-85012-082-1.
- Conrad Ferdinand Meyer. Dargestellt von Herbert Schnierle. Andreas & Andreas, Salzburg 1982. (Die großen Klassiker.) ISBN 3-85012-141-0.
- Georg Büchner. Leben und Werk. Editionen für den Literaturunterricht. Klett Stuttgart 1986. ISBN 3-12-351950-3.
- Auf den Spuren Hermann Hesses von Calw nach Montagnola. Klett, Stuttgart 1991. (Literaturreisen.) ISBN 3-12-895200-0.
- Auf Hermann Hesses Spuren von Maulbronn über Calw und Tübingen nach Gaienhofen. Walz, Neckartenzlingen 1999. (Wandern ohne Gepäck.) ISBN 3-88650-035-7.
- Hermann Hesse: Schauplätze seines Lebens. Spurensuche in Calw, Maulbronn, Tübingen, Basel, Gaienhofen, Bern und Montagnola. Insel Verlag, Frankfurt am Main 1997, aktualisierte Auflage 2001, ISBN 3-458-33664-8.
- Hermann Hesse in Calw. Biographische Informationen und Stadtrundgang auf Spuren des Dichters. Stadt Calw 2002, ISBN 3-9806875-3-8.
- Der Gang durchs Gebirg. Auf Spuren von Georg Büchner und Jakob Michael Reinhold Lenz in den Vogesen. In: allmende. Zeitschrift für Literatur, Nr. 77, August 2006, S. 30–39. Info Verlag, Karlsruhe 2006, ISBN 3-88190-436-0
- Calw – Hermann Hesses Gerbersau. Mit stadtgeschichtlichen Fotos und Erläuterungen. Archiv der Stadt Calw, Calw 2007, ISBN 978-3-939148-08-1.
- Calw – Geschichte einer Stadt. Kulturgeschichte I: Kunst, Wissenschaft und Brauchtum. Archiv der Stadt Calw, Calw 2008, ISBN 978-3-939148-12-8.
- Zum allmählichen Verschwinden der traditionellen Bausubstanz in den Nordschwarzwalddörfern. In: Der Landkreis Calw. Ein Jahrbuch, Band 28, S. 47–58. Hrsg. vom Landratsamt Calw 2010, ISBN 978-3-9812679-4-5.
- Hermann Hesse und seine Heimatstadt Calw. Chronologie eines wechselvollen Verhältnisses. Archiv der Stadt Calw, Calw 2011, ISBN 978-3-939148-29-6.
- Auf den Spuren von Hermann Hesse. Calw, Maulbronn, Tübingen, Basel, Gaienhofen, Bern und Montagnola. Insel Verlag, Berlin 2017, ISBN 978-3-458-36154-1.
- Hermann Hesse, seine Heimatstadt Calw und sein Zyklus der 'Gerbersauer Erzählungen'. In: Heimat und Weltoffenheit bei Hermann Hesse. Referate des 17. Internationalen Hermann-Hesse-Kolloquiums in Calw 2019, S. 41–55. Wehrhan Verlag 2020, ISBN 978-3-86525-747-5.

### Herausgeberschaft
- Wilhelm Hauff: Das kalte Herz. Mit Materialien. Klett, Stuttgart 1993. (Lesehefte für den Literaturunterricht.) ISBN 3-12-261950-4. Überarbeitete Neuauflage 2009, Taschenbücherei, Ernst Klett Verlag Stuttgart und Leipzig, ISBN 978-3-12-262735-5.
- Jeder Morgen will Abend werden. Betrachtungen über die Vergänglichkeit. Insel Verlag, Frankfurt am Main 2000, ISBN 3-458-34393-8.
- Schlaglichter. Zwei Dutzend Kurzgeschichten. Klett, Stuttgart 2001. (Lesehefte für den Literaturunterricht.) ISBN 3-12-262330-7. Überarbeitete Neuauflage 2008, Taschenbücherei, Ernst Klett Verlag Stuttgart und Leipzig, ISBN 978-3-12-262731-7.
- Es kommt ein neuer Tag, eine neue Nacht. Ermutigungen. Insel-Bücherei, Insel Verlag, Frankfurt am Main 2006, ISBN 3-458-19279-4.
- Udo Lindenberg: Mein Hermann Hesse. Lesebuch. (Zusammen mit Udo Lindenberg). Suhrkamp Taschenbuch Verlag, Frankfurt am Main 2008, ISBN 978-3-518-46017-7.
- Alles ginge besser, wenn man mehr ginge. Lob des Gehens. Hohenheim Verlag, Stuttgart 2010, ISBN 978-3-89850-209-2.
- Schwarzwald Lesebuch. Geschichten aus 6 Jahrhunderten. Hohenheim Verlag, Stuttgart 2011, ISBN 978-3-89850-213-9.
- Alles hat seine Zeit. Gedichte, Erzählungen und Betrachtungen zur Vergänglichkeit. Hohenheim Verlag, Stuttgart 2012, ISBN 978-3-89850-224-5.
- Hermann Hesse: Jugendland. Erzählungen. Klöpfer & Meyer, Tübingen 2011, ISBN 978-3-940086-71-6. Auch 2012 als Taschenbuch beim Insel Verlag, ISBN 978-3-458-35837-4.
- Neue Freuden, neue Kräfte. Ermutigungen.  Insel Verlag, Berlin 2013. (Insel-Bücherei.) ISBN 978-3-458-20501-2.
- Prächtige Natur erheitert die Tage. Gedichte.Insel Verlag, Berlin 2018. (Insel-Bücherei.) ISBN 978-3-458-20518-0.

### Übersetzungen
- Jack London: In der Wildnis des Nordens. Erzählungen. Klett, Stuttgart 1997. (Lesehefte für den Literaturunterricht.) ISBN 3-12-261990-3.
- Oscar Wilde: Das Gespenst von Canterville. Klett, Stuttgart 1997. (Lesehefte für den Literaturunterricht.) ISBN 3-12-262170-3. Überarb. Neuaufl. 2009.
- Jack London: Goldrausch in Alaska. Aus den Geschichten um „Alaska-Kid“ (Smoke Bellew). Anaconda Verlag, Köln 2012. ISBN 978-3-86647-857-2.
- Jack London: Die besten Geschichten. Nordland-Storys. Anaconda Verlag, Köln 2016. ISBN 978-3-7306-0352-9.
- Jack London: Männergeschichten, Frauengeschichten. Abenteuerliche Leben. Marix Verlag, Wiesbaden 2018. ISBN 978-3-7374-1088-5.

## Belege
1. ↑  Börsenblatt des dt, Buchhandels (Googlebuchsuche)
2. ↑  Gerbersauer Lesesommer, abgerufen am 9. November 2021

| Personendaten    | Personendaten           |
| ---------------- | ----------------------- |
| NAME             | Schnierle-Lutz, Herbert |
| KURZBESCHREIBUNG | deutscher Autor         |
| GEBURTSDATUM     | 23. Oktober 1950        |
| GEBURTSORT       | Calw                    |